# Bellreguard
Bellreguard és un municipi del País Valencià a la comarca de la Safor.

## Geografia
El terme municipal es troba a la plana al·luvial de la Llacuna, a l'Horta de Gandia i al sud de la ciutat, entre els contraforts de la serra Gallinera i la mar Mediterrània.
El terme es distribuïx en dos parts, el poble i el nucli de la platja, separades entre si pel terme municipal de Miramar.

### Límits
| Gandia     | Gandia                    | Guardamar de la Safor |
| Almoines   |                           | Miramar               |
| Rafelcofer | L'Alqueria de la Comtessa | Palmera               |

### Nuclis
A més del nucli de població principal connurbat amb l'Alqueria i Palmera, el terme compta amb l'important nucli costaner de la platja de Bellreguard, que a l'estiu duplica la seua població.

### Accés
La carretera N-332 creua de nord a sud el nucli principal de Bellreguard, comunicant el municipi amb Gandia i servint com a nexe d'unió amb els municipis de l'Alqueria de la Comtessa i Palmera, amb els quals forma una connurbació. Per a accedir a la platja cal prendre la comarcal CV-673 que surt de Bellreguard i va directament al nucli costaner.

## Història
Els musulmans fundaren el poble i l'anomenaren Sotaia. En 1485 va ser adquirit per Pere Lluís de Borja, fill del cardenal Roderic de Borja (futur Alexandre VI). En aquell acte actuava com a representant del duc l'escriptor Joan Roís de Corella. És llavors quan apareix per primera vegada el nom Bellreguard. El municipi va formar part del ducat de Gandia fins al segle xix. El 1534 va ser elevada a parròquia dependent de la de Gandia fins a l'any 1574, en què va assolir la independència. El 1565-1572 la població morisca ascendia a 81 focs. L'expulsió dels moriscos va provocar un greu descens demogràfic; malgrat la repoblació a mitjan segle xvii la població era només de 52 llars. Des de 1624, any en què comencen els registres parroquials de la població, i fins a 1659, la procedència dels forasters que casaren a Bellreguard eren altres poblacions de la mateixa comarca de La Safor (46 contraents), altres comarques del Regne de València (29), Balears (1), i França (2); havent-hi també 23 contraents de procedència desconeguda (segons les dades publicades a la pàgina 149 de l'obra L'antic règim demogràfic a una comunitat rural: Bellreguard (1609-1919), de V.Casanova Miret, V.Muñoz Carbonell, i F.Puig Muñoz. Titulars del senyoriu van ser els Borja, els ducs de Benavente a partir del 1747 i, finalment, la casa Osuna. La lluita contra el domini senyorial fou constant durant el segle xviii i el 1853 els veïns seguien tenint plets pendents amb la casa d'Osuna sobre reconeixement dels drets de propietat.
Bellreguard va ser junt a Picanya, el primer poble a sol·licitar l'Estatut d'Autonomia l'any 1978.

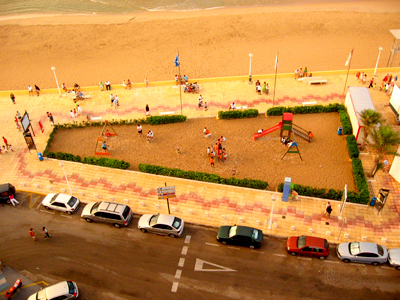
Parc infantil en Platja de Bellreguard

## Demografia

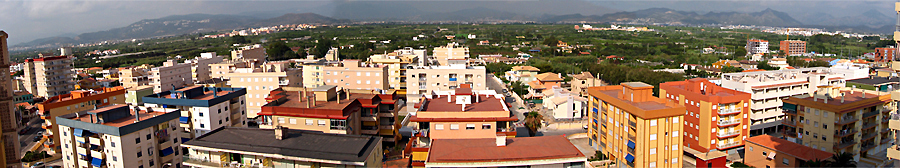
Bellreguard

| 1990  | 1992  | 1994  | 1996  | 1998  | 2000  | 2002  | 2004  |
| ----- | ----- | ----- | ----- | ----- | ----- | ----- | ----- |
| 3.869 | 3.719 | 3.761 | 3.764 | 3.760 | 3.734 | 3.780 | 3.893 |

| 2005  | 2007  | 2008  | 2009  | 2010  | 2012  | 2019  | 2020  | 2021  | 2022  |
| ----- | ----- | ----- | ----- | ----- | ----- | ----- | ----- | ----- | ----- |
| 3.991 | 4.349 | 4.647 | 4.736 | 4.818 | 4.697 | 4.608 | 4.618 | 4.632 | 4.713 |

## Economia
La seua activitat econòmica sempre ha sigut l'agricultura: durant els segles xvi i xvii el cultiu de la canyamel amb el seu trepig, que era un gran centre sucrer; en els segles XVIII i xix es va substituir pel cultiu de la morera i la vinya, fins que al segle xx es va establir el cultiu del taronger. A hores d'ara més de la meitat del regadiu, majoritari al municipi, està dedicat al conreu de la taronja. Encara queden algunes fàbriques de mobles i licors (principalment aiguardents) i la indústria gira entorn de la manipulació de la taronja, amb fàbriques d'envasaments i magatzems. A partir dels anys seixanta, el turisme va potenciar el creixement del sector terciari.

## Política i Govern

### Corporació municipal
El Ple de l'Ajuntament està format per 11 regidors. En les eleccions municipals de 28 de maig de 2023 foren elegits 4 regidors de Partit Popular (PP), 4 del Partit Socialista del País Valencià (PSPV-PSOE) i 3 de Compromís per Bellreguard (Compromís).
| Eleccions municipals de 28 de maig de 2023 - Bellreguard                                                                       |                                               |                                     |                                     |        |          |          |
| Candidatura | Candidatura                                   | Candidatura                         | Cap de llista                       | Vots   | Vots     | Regidors |
| | Acord per guanyar - Compromís per Bellreguard |                                     | Alexandre Ruiz Gadea                | 744    | 27,97%   | 3 (-1)   |
| | Partit Popular                                |                                     | Marola Marco Pastor                 | 1000   | 37,59%   | 4 ()     |
| | Partit Socialista del País Valencià-PSOE      |                                     | Cristina Mateu Muñoz                | 879    | 33,05%   | 4 (+1)   |
| | Vots en blanc                                 |                                     |                                     | 37     | 1,39%    |          |
| Total vots vàlids i regidors                                                                                                   | Total vots vàlids i regidors                  | Total vots vàlids i regidors        | Total vots vàlids i regidors        | 2.660  | 100 %    | 11       |
| | Vots nuls                                     | Vots nuls                           | Vots nuls                           | 63     | 2,31%    |          |
| Participació (vots vàlids més nuls)                                                                                            | Participació (vots vàlids més nuls)           | Participació (vots vàlids més nuls) | Participació (vots vàlids més nuls) | 2.723  | 75,22%** |          |
| Abstenció | Abstenció                                     | Abstenció                           | Abstenció                           | 897*   | 24,77%** |          |
| Total cens electoral | Total cens electoral                          | Total cens electoral                | Total cens electoral                | 3.620* | 100 %**  |          |
| Alcaldessa: Cristina Mateu Muñoz (PSPV-PSOE) Per majoria absoluta dels vots dels regidors (7 vots: 4 de PSPV i 3 de Compromís) |                                               |                                     |                                     |        |          |          |
| Fonts: (* No són vots sinó electors. ** Percentatge respecte del cens electoral.)                                              |                                               |                                     |                                     |        |          |          |

### Alcaldes
Des del 17 de Juny de 2023, l'alcaldessa de Bellreguard és Cristina Mateu Muñoz del PSPV amb un pacte de govern junt a Compromís.
| Període     | Alcalde o alcaldessa                     | Partit polític      | Data de possessió     | Observacions                               |
| ----------- | ---------------------------------------- | ------------------- | --------------------- | ------------------------------------------ |
| 1979–1983   | Miguel Muñoz Molió Germán Gadea March    | GIDB PSPV-PSOE      | 19/04/1979 23/10/1980 | Dimissió --                                |
| 1983–1987   | Joaquín R. Muñoz Femenía                 | PSPV-PSOE           | 28/05/1983            | --                                         |
| 1987–1991   | José Seguí Avargues                      | PSPV-PSOE           | 30/06/1987            | --                                         |
| 1991–1995   | José Seguí Avargues                      | PSPV-PSOE           | 15/06/1991            | --                                         |
| 1995–1999   | Josefa Bonet Millet                      | PSPV-PSOE           | 17/06/1995            | --                                         |
| 1999–2003   | Francesc Avargues Gadea                  | Bloc                | 03/07/1999            | Pacte d'investidura (Bloc - PP)            |
| 2003–2007   | Facund Puig Muñoz                        | Bloc-EV             | 14/06/2003            | Pacte d'investidura (Bloc-EV - PP)         |
| 2007–2011   | Pere Cremades Simó                       | PSPV-PSOE           | 16/06/2007            | --                                         |
| 2011–2015   | Jaume Ascó Pastor                        | PP                  | 11/06/2011            | --                                         |
| 2015–2019   | Joan Marco i Pastor Alexandre Ruiz Gadea | PSPV-PSOE Compromís | 13/06/2015 30/09/2017 | Pacte de govern (PSPV-PSOE - Compromís) -- |
| 2019-2023   | Alexandre Ruiz Gadea Joan Marco i Pastor | Compromís PSPV-PSOE | 15/06/2019 18/12/2021 | Pacte de govern (Compromís - PSPV-PSOE) -- |
| Des de 2023 | Cristina Mateu Muñoz --                  | PSPV-PSOE Compromís | 17/06/2023 --         | Pacte de govern (PSPV-PSOE - Compromís) -- |

## Monuments
- Església de Sant Miquel, construïda sobre l'anterior en els anys cinquanta del segle xx.
- Necròpoli àrab descoberta el 1984

## Festes i celebracions
La darrera setmana completa de setembre s'hi celebren les Festes majors on és característic el personatge dels Pedacets els quals, granera en mà, trauen els xiquets i xiquetes de les escoles juntament amb el Tio de la Porra i a les processons es balla el Ball de la Pandereta i el Ball de la Forca de Bellreguard, únic ball de bastons que es coneix a La Safor. També cal citar els Carnestoltes i sobretot els Moros i Cristians, que són el principal eix de les festes patronals i que acaben amb la tradicional entrada dels exèrcits al poble.
No menys interessant és la Setmana Santa de Bellreguard, la qual compta amb tres confraries: Confraria del Sant Sepulcre de Nostre Senyor Jesucrist (1952), la Confraria del Silenci "Pas de la Soledat" (1954) i la Confraria del Santíssim Crist de la Misericòrdia (1959). Totes tres confraries organitzades alhora per la Junta Local de Confraries de la Setmana Santa de Bellreguard [1992]. Una Setmana Santa que compta amb elements singulars i propis com ara els Cabos o Caps de Ferro els quals custodien el sant Sepulcre des de Dijous Sant fins a la processó de l'Enterro de Divendres Sant, o més recentment amb la revista oficial de la Setmana Santa la qual duu el nom d'un genuí personatge de la Setmana Santa bellreguardina ja desaparegut: Ròssiga.

## Gastronomia
De la gastronomia de Bellreguard destaquen el figatell, l'arròs al forn, l'arròs amb costra, la paella, els pebres farcits, polps farcits d'arròs, les coques de pebre amb tomaca i tonyina, les de ceba amb pésols i ou dur amb llonganissa. Pel que fa al dolç, és típica de la llarga tradició sucrera de la comarca l'anomenada corona de Glòria, els rotllets d'ou, la coca cristina, la tortada farcida, la confitura de moniato o carabassa.

## Fills il·lustres
- Joan Benlloch i Vivó, (1864-1926), cardenal valencià, copríncep d'Andorra, bisbe d'Urgell i arquebisbe de Burgos. Nomenat fill adoptiu i predilecte de Bellreguard el 12 de febrer de 1905.
- Salvador Canet García (1943), ciclista professional entre 1967 i 1973.
- Vicent Savall Vidal (1944), cantautor.
- Joan Pellicer i Bataller (1947-2007), investigador i divulgador en el camp de l'etnobotànica. El dia 30 de març de 2016 fou nomenat fill predilecte de Bellreguard.
- Joan Enric Pellicer i Borràs (1948-2017), filòleg i pedagog, professor de la Universitat de València.
- Ferran Cremades i Arlandis (1950), novel·lista valencià.

## Agermanaments
- Bazzano, Itàlia